# Bernd Röther
Bernd Röther (* 1941 in Schlesien; † 22. Juni 2013 in Rostock) war ein deutscher Schauspieler, Regisseur und Schauspiellehrer. 

## Leben und künstlerisches Wirken
Bernd Röther studierte 1961–1964 Schauspiel am Vorgängerinstitut der Filmuniversität Babelsberg Konrad Wolf. 1979 schloss er ein Fernstudium der Theaterwissenschaft an der Theaterhochschule Leipzig ab. Danach erhielt Röther bis 1984 eine Ausbildung als Schauspielregisseur innerhalb einer Aspirantur am Theater Chemnitz. Seine Mentoren waren Horst Schönemann und Hartwig Albiro. Insgesamt erarbeitete er als Schauspieler, Spielleiter, 1. Spielleiter und Regisseur von 1964 bis 1986 ca. 80 Rollen und 30 Inszenierungen, u. a. an den Bühnen der Stadt Zwickau, am Gerhart-Hauptmann-Theater Görlitz-Zittau, an den Landesbühnen Sachsen und am Theater Eisleben (z. B. Bertolt Brechts Kleinbürgerhochzeit, Das gewöhnliche Wunder von Jewgeni Schwarz, Das Wetter für Morgen von Michail Schatrow, Mass für Mass von William Shakespeare und Moritz Tasso von Peter Hacks). Röther lehrte bereits an der Rostocker Außenstelle der Hochschule für Schauspielkunst Ernst Busch, als diese 1994 in die Hochschule für Musik und Theater Rostock überging. Von da an war er Dozent am Institut für Schauspiel dieser Hochschule. Im Jahr 2000 wurde er für seine Verdienste zum Honorarprofessor ernannt.